# Квінт Емілій Лепід
Квінт Емілі́й Лепі́д Барбу́ла (65 — 11 рік до н. е.) — політичний та військовий діяч Римської імперії, консул 21 року до н. е.

## Життєпис
Походив з патриціанського роду Еміліїв. Син Марка Емілія Лепіда, консула 66 року до н. е. Про молоді роки мало відомостей. Був прихильником Гая Юлія Цезаря, після вбивства якого першим перейшов на бік тріумвірів. У 43 році до н. е. після битви при Філіпах Квінт Емілій викупив Марка Лоллія, легата Марка Юнія Брута, який потрапив у полон до тріумвірів та прикинувся рабом. Згодом один із знайомих упізнав Марка Лоллія, і Квінт Емілій домігся його виключення з проскрипційних списків. Сам Барбула воював на боці Марка Антонія в Актійській війні, у свою чергу потрапив у полон, після битви був викуплений Марком Лоллієм й згодом став його колегою по консульству.
Квінта Лепіда обрано консулом у 21 році до н. е. Був обраний на посаду на довиборах, тому що спочатку це місце призначалося для Октавіана Августа. Вибори відбувалися в стані гострого суперництва поміж Квінтом Емілієм Лепідом з Луцієм Юнієм Сіланом, яке супроводжувалося безладдям й порушеннями. Тому частина сенаторів звернулася до Августа, який перебував на Сицилії з проханням про втручання. Август не приїхав до Риму, а викликав до себе обох суперників, суворо засудив їх і розпорядився, щоб вибори проводилися в їхню відсутність. Заворушення, однак, не припинилися. Зрештою консулом був обраний Квінт Емілій Лепід.
Після цього він обіймав посаду проконсулом провінції Азії у 15—13 роках до н. е., був патроном міст Колофона, Кібіри й Галікарнаса.